# Mariivka, Mahdalînivka
Mariivka (în ucraineană Мар`ївка) este localitatea de reședință a comunei Mariivka din raionul Mahdalînivka, regiunea Dnipropetrovsk, Ucraina.

## Demografie
Componența lingvistică a localității Mariivka
     Ucraineană (92,4%)
     Rusă (7,6%)
Conform recensământului din 2001, majoritatea populației localității Mariivka era vorbitoare de ucraineană (92,4%), existând în minoritate și vorbitori de rusă (7,6%).